# Gedenksteen Jan van Hoof (Waalbrug)
De gedenksteen Jan van Hoof is een monument in Lent ter herinnering aan verzetsstrijder Jan van Hoof.

## Achtergrond
De student Jan van Hoof (1922-1944) was een van de Nijmegenaren die tijdens de Tweede Wereldoorlog actief was in het verzet. Tijdens Operatie Market Garden maakte hij op 18 september 1944 explosieven onklaar die door de Duitsers waren aangebracht bij de Waalbrug en de spoorbrug. Hij wordt daarom wel beschouwd als 'redder van de Waalbrug'. Een dag later werd Van Hoof op de Nieuwe Markt opgepakt, mishandeld en ter plekke om het leven gebracht. Op de plek waar hij overleed werd een tegel in het trottoir geplaatst.
Beeldhouwer Jac Maris maakte in opdracht van medestrijders van Van Hoof een gedenksteen, die aan de noorkant van de Waalbrug (Lent-zijde) werd geplaatst en op 18 september 1945 onthuld. Deze steen werd gemaakt door beeldhouwer Jac Maris en verbeeldt Van Hoof die de explosieven onklaar maakt. Nog in dezelfde maand werd de Jan van Hoof-stichting opgericht, die opdracht gaf voor het Jan van Hoofmonument van Marius van Beek dat in 1954 aan de Nijmegen-kant van de brug werd onthuld.

## Beschrijving
Het monument bestaat uit een rechthoekig stuk natuursteen, met daarop in reliëf een geknielde mannenfiguur met losgetrokken snoeren. Onder het reliëf het opschrift: 

AAN JAN v. HOOF;
ZIJN MEDESTRIJDERS
18-IX-1945 O.STR.NYMEGEN